# Альбіцці

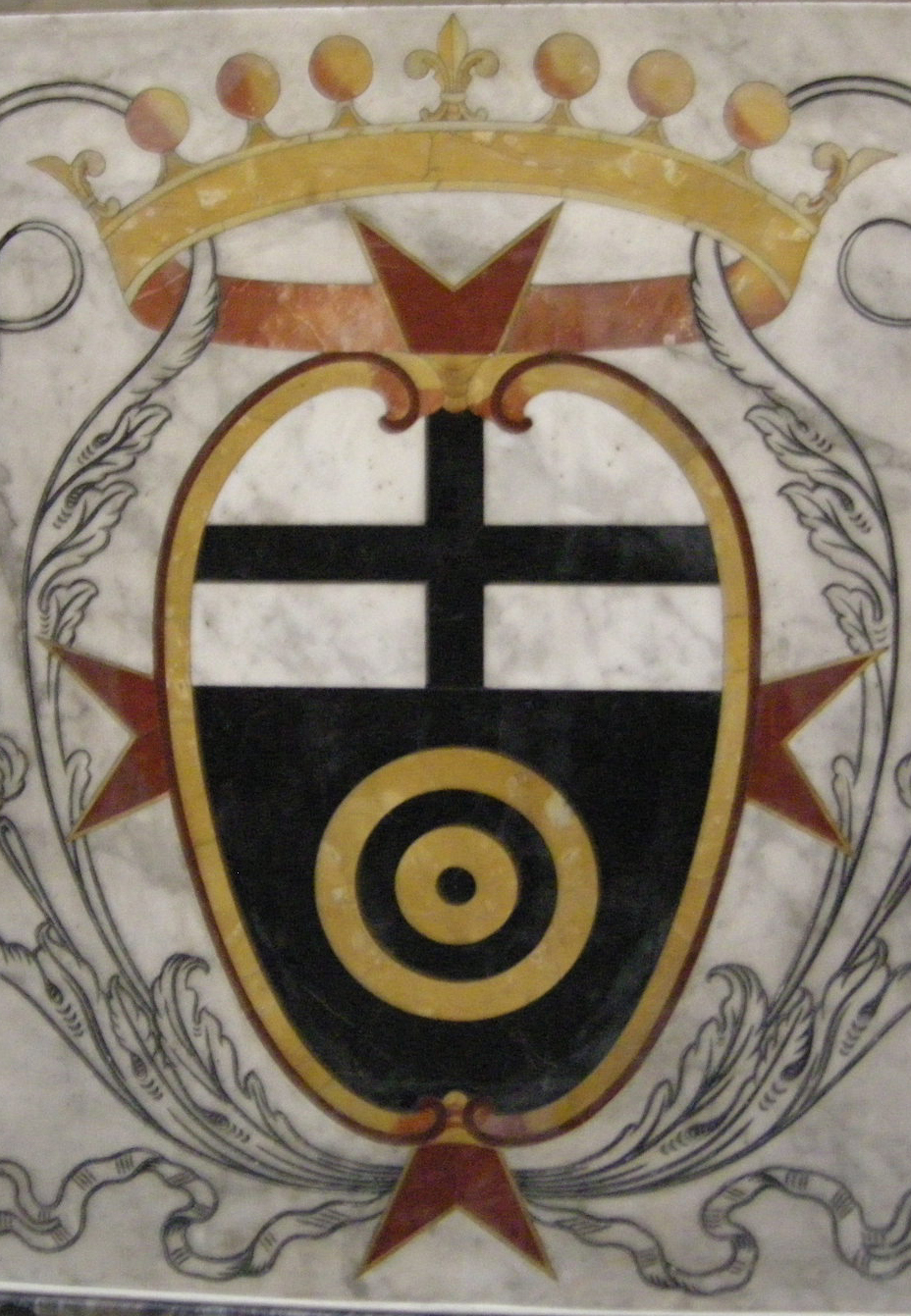
Герб Альбіцці

Альбіцці — старовинний флорентійський знатний рід VII ст., що походив з Ареццо. Сюди у 12 сторіччі з Німеччини перебрався перший Альбіцці — Раймондо Альбіцці. Альбіцці були купцями, торгівцями вовною, тобто однією з заможних родин. З 1210 року її представники займали у Флоренції найвищі державні посади, відігравали помітну роль в партії гвельфів, очолювали торговельно-промислові кола міста (98 представників роду очолювали пріорат, 13 були гонфалоньєрами). Зокрема Альбіцці очолювали партію чорних гвельфів. Першим гонфалоньєром був П'єро Альбіцці у 1282 році. Втекли з Флоренції під час повстання чомпі, а самого П'єро Альбіцці того ж року було страчено. Проте саме представники цієї родини придушили повстання чомпі.
У 1357–1372 роках завдяки закону про попереджених (спрямованому проти гібеллінів) владу захопив П'єро Філіппо Альбіцці. З 1382 року знову фактично очолювали уряд міста. Суперничали з родинами Річчі та Медичі. У 1393 році Томмазо Альбіцці став гонфалоньєром й фактично встановив владу аристократів в місті. Це тривало до його смерті у 1417 році.
В 1433 владу Рінальдо де Альбіцці зумів попередити виступ Козімо Медичі проти влади аристократів, проте невдала внутрішня та зовнішня політика змусила партію Альбіцці вже у 1434 році поступитися Медічі, після чого залишити Флоренцію. Але й після цього вони намагалися скинути владу Медічі у місті.
У 1537 році Антін Франческо Альбіцці брав участь у повстанні проти Козімо I Медічі, але сили республіканців зазнали поразки при Монтемурло й Альбіцці було страчено.
Останній представник роду — Віторіо П'єро Франческо — помер у 1877 році. На ньому закінчилася історія цієї флорентійської родини.